# 平手汎秀
平手 汎秀（ひらて ひろひで、天文22年1月2日（1553年1月15日） - 元亀3年12月22日（1573年1月25日））は、戦国時代から安土桃山時代にかけての武将。織田氏の家臣。幼名は秀千代。通称は甚左衛門。
官位は監物。平手政秀の三男、もしくは政秀の嫡男とされる久秀の嫡男（つまり政秀の孫）ともいわれる。母は加藤清正の姉とされる。

## 経歴
『信長公記』に登場する平手政秀の三子のうち、系図類においては政秀の子である平手久秀の子にあたる。久秀も官位は「監物」であった。
織田信長配下の武将として、石山本願寺攻めなどに各地を転戦する。元亀3年（1573年）の三方ヶ原の戦いに林秀貞・佐久間信盛・水野信元らと共に援軍として出陣したが、武田信玄の軍勢によって敗北した。信盛らは早々に撤退したが、汎秀は徳川家康と共に奮戦したものの敗れ戦死し平手氏嫡流は途絶えた。援軍のうち汎秀のみが戦死したことについて、浜松周辺の地理に不慣れだったため退却に失敗したと考えられるが、前田利家の話を書き留めたとされる『陳善録』には、十九歳と若く高慢な猪武者であったために死んだという逸話が書かれている。それによると、信盛や汎秀を大将とする七人の武将が援軍として派遣され、浜松で宿をとった。家康は彼らの地位を考慮せず、宿を近いほうから順番に挨拶して回ったため、汎秀は後回しとなった。腹を立てた汎秀は「自分は明日先陣して討ち死にするゆえ挨拶は無用」と家康の来訪を拒んで、宿の二階で三味線を弾き小唄を唄って怒りを示した。そして翌日の戦闘において、家康や佐久間の制止を聞き入れず、「家康が先に挨拶した者が大将であり、自分はただの武士に過ぎない」と言い捨てて敵陣に突入して討ち死にしたとされている。

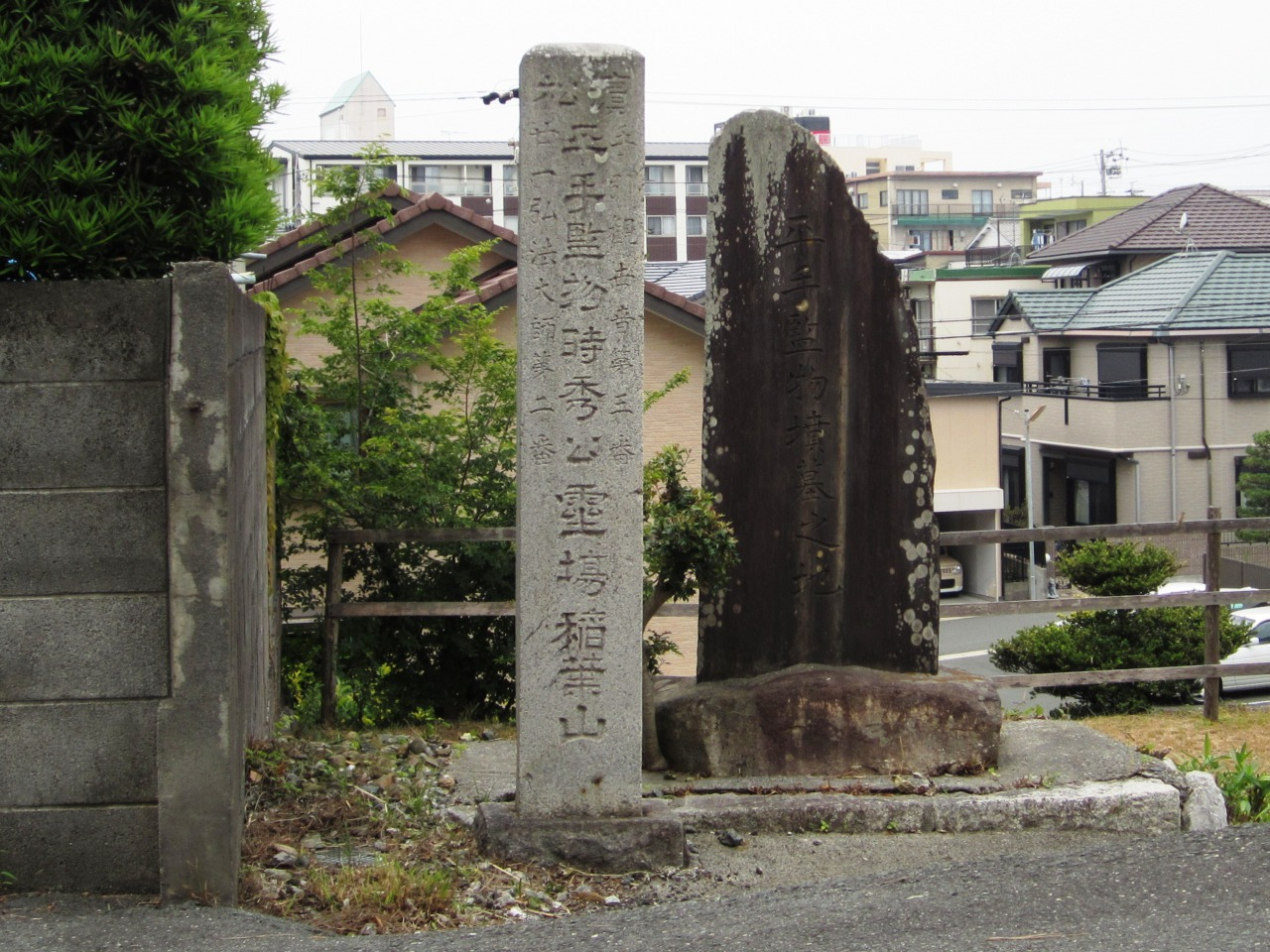
平手監物墳墓の地（静岡県浜松市中区東伊場平手神社跡）

汎秀は信長に目をかけられた将の一人であり、信盛が後に信長によって追放される際の折檻状には「信盛は秀貞・信元らとともに、汎秀を見殺しにした」との理由をつけられている。
戦没地は稲葉山（静岡県浜松市）と伝わり、「監物坂」という地名の坂も残っている。かつてその地には汎秀およびその家臣の墓碑が存在し、平手神社として信仰を集めた。現在も地元の人々からは代々「ひらてんさま」と呼ばれ慕われている。また、汎秀は喘息を患っており、汎秀が死に際に「拙者はこの地にて一命を落とすが、これからは神となりこの土地の民が患う喉の病を治してしんぜよう」と言い残し討死した伝説もあり、平手神社に祈ると喘息・風邪等喉の病気が治癒すると伝わっている。
なお、平手神社は施設の老朽化等などの諸事情により平成17年（2006年）に全て取り壊され、汎秀の墓碑と家臣の墓碑は野ざらしの状態となっていたが、平成18年（2007年）3月に平手政利の末裔（野口・杉本・杉の三家）の内、杉本勝仁が地元の人から平手神社の取り壊し事情を聴き、浜松の人々の協力の上、浜松市との数回に渡る協議の上、許可を得て平手神社跡から、墓碑と家臣の碑を平手家一族の菩提寺（平手政秀の弟である政利が中興）である、牛頭山長福寺（愛知県稲沢市平和町下三宅）に移転し、現在は平手一族の末裔で祀っている。その墓碑には、名が「時秀」と刻まれているが理由は不明である。